# Mihai Verbițchi
Mihai Verbițchi (n. 27 septembrie 1957, Alexandria, Teleorman, România) este un actor de teatru și film român.

## Biografie
A studiat la Institutul de Artă Teatrală și Cinematografică „Ion Luca Caragiale”, secția Actorie. A absolvit în 1984, la clasa profesor Olga Tudorache și Adriana Popovici. Din 2004 a fost membru al Teatrului Național București.
Înainte de 1989, a jucat în filme ca Trandafirul galben (1981), Misterele Bucureștilor (1983), Masca de argint (1985) sau Secretul armei secrete (1988). După 1989, a jucat în filme ca Tusea și junghiul (1992), Trei surori (1994), Cavalerul adolescent (1999), Dușmanul dușmanului meu (1999),  Profeția: Revelația (2005) sau Noaptea fricii 2 (2013).
A apărut în diferite roluri la Teatrul Ion Creangă, Teatrul Bulandra sau la Teatrul Național din București.
La Teatrul Național de Televiziune a apărut în piese de teatru ca Mușcata din fereastră (1987), Spre fericire (1988), Vocea patriotului naționale (1992), Dragostea pusă la încercare (1994) sau Mutul (1996).
A fost căsătorit cu Camelia Zorlescu până la decesul ei în 2022.

## Teatru
| Premiera | Titlu                                          | Autor                           | Rol                           | Regizor             | Teatru                                        |
| -------- | ---------------------------------------------- | ------------------------------- | ----------------------------- | ------------------- | --------------------------------------------- |
| 1981     | Mârâiala                                       | Paul Cornel Chitic              | Figurație obligatorie         | Cristian Hadjiculea | Teatrul Foarte Mic                            |
| 1983     | Suflete tari                                   | Camil Petrescu                  | Andrei Pietraru               |                     | Teatrul Dramatic G.A. Petculescu, Reșița      |
| 1983     | Incidentul                                     | Ezio D'Errico                   |                               | Mihail Stan         | Teatrul Odeon                                 |
| 1985     | În toate anotimpurile iubirea                  | Samoil Aliosin                  | Vladimir                      | Eugen Vancea        | Teatrul Dramatic G.A. Petculescu, Reșița      |
| 1985     | Comedie de modă veche                          | Aleksei Arbuzov                 |                               | Emil Reus           | Teatrul Dramatic G.A. Petculescu, Reșița      |
| 1985     | Domnul vânează                                 | Georges Feydeau                 | Moricet                       | Bogdan Ulmu         | Teatrul Dramatic G.A. Petculescu, Reșița      |
| 1986     | Un băiat iubea o fată                          | Mircea Ștefănescu               | Puiu                          | Anca Florea         | Teatrul Dramatic G.A. Petculescu, Reșița      |
| 1987     | Pădurea împietrită                             | Ronald Sherwood                 | Alan Squier                   | Emil Reus           | Teatrul Dramatic G.A. Petculescu, Reșița      |
| 1987     | A fi sau a nu fi rudă                          | Emil Braghinski, Eldar Reazanov |                               | Anca Florea         | Teatrul Dramatic G.A. Petculescu, Reșița      |
| 1987     | Casa cu vise                                   | Petru Vintilă                   | Ofițerul                      | Eugen Vancea        | Teatrul Dramatic G.A. Petculescu, Reșița      |
| 1988     | Căsătoria                                      | Nikolai Vasilievici Gogol       | Starikov                      |                     | Teatrul Dramatic G.A. Petculescu, Reșița      |
| 1989     | Cafeneaua                                      | Carlo Goldoni                   | Flaminio                      | Mihai Lungeanu      | Teatrul Dramatic G.A. Petculescu, Reșița      |
| 1989     | Aventuriera                                    | Emil Braghinski                 | Mahoncov                      | Eugen Vancea        | Teatrul Dramatic G.A. Petculescu, Reșița      |
| 1990     | Ce formidabilă harababură                      | Eugen Ionescu                   | Revoltatul                    | Grigore Gonța       | Teatrul Ion Creangă, București                |
| 1992     | Țara lui Gufi sau povestea lui bob de rouă     | Matei Vișniec                   | Bufi                          | Mihai Lungeanu      | Teatrul Ion Creangă, București                |
| 1993     | Albă ca Zăpada și cei șapte pitici             | Frații Grimm                    | Prințul                       | Victor Ioan Frunză  | Teatrul Ion Creangă, București                |
| 1994     | Dragostea pusă la încercare                    | Basilio Locatelli               | Capitano Bombardon            | Sandu Mihai Gruia   | Teatrul Ion Creangă, București                |
| 1995     | Furtuna                                        | William Shakespeare             | Antonio                       | Cornel Todea        | Teatrul Ion Creangă, București                |
| 1995     | Improvizație la Alma sau Cameleonul ciobanului | Eugen Ionescu                   | Bartholomeus                  |                     | Teatrul Ion Creangă, București                |
| 1995     | Dragonul                                       |                                 | Lancelot                      | Gelu Colceag        | Teatrul Ion Creangă, București                |
| 1999     | Prinț și cerșetor                              | Mark Twain                      | Miles Hendon                  | Mihai Manolescu     | Teatrul Ion Creangă, București                |
| 2003     | Oblomov                                        | după Ivan Goncearov             | Stolz Andrei Ivanaci          | Alexandru Tocilescu | Teatrul Lucia Sturdza Bulandra                |
| 2004     | Lucrezia Borgia                                | Victor Hugo                     | Rustighello                   | Cristian Ioan       | Teatrul Național București                    |
| 2005     | Henric al IV-lea                               | Luigi Pirandello                | Landolf                       | Liviu Ciulei        | Teatrul Lucia Sturdza Bulandra                |
| 2006     | Mamouret                                       | Jean Sarment                    | Ferdinand                     | Dinu Cernescu       | Teatrul Lucia Sturdza Bulandra                |
| 2006     | A patra soră                                   | Janusz Glowacki                 | Iuri Alexeevici               | Alexandru Colpacci  | Teatrul Național București                    |
| 2007     | Călătorie spre soare-apune                     |                                 |                               | Radu Băieșu         | Teatrul Ion Creangă, București                |
| 2008     | Eduard al III-lea                              | William Shakespeare             | Regele David Bruce al Scoției | Alexandru Tocilescu | Teatrul Național București                    |
| 2009     | Tartuffe                                       | Molière                         | Domnul Loyal                  | Andrei Belgrader    | Teatrul Național București                    |
| 2010     | Spitalul special                               | Iosif Naghiu                    | Lăutaru                       | Ștefan Iordănescu   | Teatrul Național București                    |
| 2011     | Omul cu mârțoaga                               | George Ciprian                  | Stăpânul calului              | Anca Bradu          | Teatrul Național București                    |
| 2019     | Noii infractori                                | Edna Mazia                      | Un client                     | Ion Caramitru       | Teatrul Național București                    |
| 2022     | O scrisoare pierdută                           | I.L. Caragiale                  | Cetățean                      | Horațiu Mălăele     | Teatrul Național București                    |
| 2022     | Părinți și copii                               | Brian Friel                     | Timofeici Prokofici           | Vlad Massaci        | Teatrul Național București                    |
| 2023     | Ultima cafea cu Iuliu Maniu                    | Dinu Grigorescu                 | Cabanierul                    | Mihai Lungeanu      | spectacol lectură, Teatrul Național București |
| 2024     | Opera de trei parale                           | Bertolt Brecht                  | Robert Fierăstrău             | Gelu Colceag        | Teatrul Național București                    |

## Filmografie
| An   | Film                                               | Rol                                        | Regizor                | Gen                            | Note                   |
| ---- | -------------------------------------------------- | ------------------------------------------ | ---------------------- | ------------------------------ | ---------------------- |
| 1982 | Trandafirul galben                                 |                                            | Doru Năstase           | istoric, aventuri              |                        |
| 1983 | Misterele Bucureștilor                             | membru tânăr al „Frăției”                  | Doru Năstase           | istoric, aventuri              |                        |
| 1984 | Vreau să știu de ce am aripi                       | regizorul filmului                         | Nicu Stan              | dramatic                       |                        |
| 1984 | Dreptate în lanțuri                                |                                            | Dan Pița               | dramatic                       |                        |
| 1985 | Masca de argint                                    |                                            | Gheorghe Vitanidis     | istoric, aventuri              |                        |
| 1989 | Secretul armei... secrete!                         |                                            | Alexandru Tatos        | comedie, fantastic, muzical    |                        |
| 1990 | Drumeț în calea lupilor                            |                                            | Constantin Vaeni       | istoric, dramatic              |                        |
| 1992 | Tusea și junghiul                                  |                                            | Mircea Daneliuc        |                                | ca Mihai Verbițki      |
| 1994 | Trei surori                                        |                                            |                        |                                |                        |
| 1999 | Cavalerul adolescent                               | Dungeon Master                             | Phil Comeau            | fantastic, acțiune-aventură    | [ 18 ]                 |
| 1999 | Dușmanul dușmanului meu                            |                                            | Gustavo Graef-Marino   | acțiune                        |                        |
| 1999 | Search for the Jewel of Polaris: Mysterious Museum | Danko                                      | David Schmoeller       | familie, fantastic             | film TV                |
| 1999 | Retro Puppet Master                                | First Pursurer                             | David DeCoteau         | aventuri, fantastic, groază    | [ 19 ] [ 20 ]          |
| 2004 | Milionari de weekend                               | Boris, șeful comandoului de mercenari ruși | Cătălin Saizescu       | comedie, acțiune               |                        |
| 2004 | Straight into Darkness                             | Buchler                                    | Jeff Burr              | război, acțiune, groază, drama | [ 21 ]                 |
| 2005 | Profeția: Revelația                                | tatăl lui Allison                          | Joel Soisson           | fantastic, de groază           |                        |
| 2005 | Profeția V                                         | tatăl lui Allison                          | Joel Soisson           | fantastic, de groază           |                        |
| 2006 | Dolina                                             | un om stricat                              | Zoltán Kamondi         | dramă                          | [ 24 ]                 |
| 2007 | Jacquou le Croquant                                | Le forgeron                                | Laurent Boutonnat      | istoric                        | roman de Eugène Le Roy |
| 2013 | Noaptea fricii 2                                   |                                            |                        |                                |                        |
| 2017 | Octav                                              | Preot                                      | Serge Ioan Celebidachi | dramă                          |                        |
| 2024 | Nosferatu                                          | Preot                                      | Robert Eggers          | groază, gotic                  |                        |